# Hollinella
Hollinella is een geslacht van uitgestorven kreeftachtigen uit de klasse van de Ostracoda (mosselkreeftjes).

## Soorten
- Hollinella (Falsipollex) altituberculata (Kesling & Mcmillan, 1951) Samoilova, 1966 †
- Hollinella (Hollinella) kellettae Knight, 1933 †
- Hollinella (Hollinella) menardensis Harlton, 1929 †
- Hollinella (Hollinella) oklahomaensis (Harlton, 1928) Moore, 1929 †
- Hollinella (Hollinella) shawnensis Kellett, 1929 †
- Hollinella (Hollinella) spinulosa Demanet, 1949 †
- Hollinella (Keslingella) acutilobata (Weiss, 1966) Bless & Jordan, 1972 †
- Hollinella (Keslingella) aequinodosa (Zagora, 1968) Bless & Jordan, 1972 †
- Hollinella (Keslingella) alpenensis Weiss, 1987 †
- Hollinella (Keslingella) angustivelata Weiss, 1987 †
- Hollinella (Keslingella) antespinosa (Ulrich, 1891) Bless & Jordan, 1972 †
- Hollinella (Keslingella) attenuata (Pauken, 1966) Bless & Jordan, 1972 †
- Hollinella (Keslingella) auroriradiata (Kesling & Mcmillan, 1951) Bless & Jordan, 1972 †
- Hollinella (Keslingella) bicornuta Zhang (Xiao-Jun), 1987 †
- Hollinella (Keslingella) bodylewskii (Rozhdestvenskaya, 1959) Bless & Jordan, 1972 †
- Hollinella (Keslingella) bullata (Kesling & Mcmillan, 1951) Kesling & Chilman, 1987 †
- Hollinella (Keslingella) cerata (Egorov, 1953) Bless & Jordan, 1972 †
- Hollinella (Keslingella) cornuta (Ljaschenko, 1960) Bless & Jordan, 1972 †
- Hollinella (Keslingella) debilis (Kummerow, 1953) Bless & Jordan, 1972 †
- Hollinella (Keslingella) devoniana (Van Pelt, 1933) Bless & Jordan, 1972 †
- Hollinella (Keslingella) dolitzkyi (Schischkinskaja, 1959) Bless & Jordan, 1972 †
- Hollinella (Keslingella) epakra (Stover, 1956) Bless & Jordan, 1972 †
- Hollinella (Keslingella) ephippiata Iillman & Murphy, 1978 †
- Hollinella (Keslingella) ermakovae (Ljaschenko, 1960) Bless & Jordan, 1972 †
- Hollinella (Keslingella) evlanensis (Egorov, 1953) Bless & Jordan, 1972 †
- Hollinella (Keslingella) goerkwitzi (Blumenstengel, 1965) Bless & Jordan, 1972 †
- Hollinella (Keslingella) gusichiensis (Schischkinskaja, 1959) Bless & Jordan, 1972 †
- Hollinella (Keslingella) inclinisulcata (Kesling & Weiss, 1953) Kesling & Chilman, 1987 †
- Hollinella (Keslingella) kazanliensis (Schischkinskaja, 1959) Bless & Jordan, 1972 †
- Hollinella (Keslingella) kolmodini (Jones, 1890) Bless & Jordan, 1972 †
- Hollinella (Keslingella) lionica Becker & Bless, 1971 †
- Hollinella (Keslingella) luxilobata Tillman & Murphy, 1978 †
- Hollinella (Keslingella) magnambitata Weiss, 1987 †
- Hollinella (Keslingella) magnilobata (Kesling & Mcmillan, 1951) Kesling & Chilman, 1987 †
- Hollinella (Keslingella) mirabilis (Egorov, 1953) Bless & Jordan, 1972 †
- Hollinella (Keslingella) nodiventriculata (Weiss, 1966) Bless & Jordan, 1972 †
- Hollinella (Keslingella) obsoleta Buschmina, 1981 †
- Hollinella (Keslingella) pestrozvetica (Egorov, 1953) Bless & Jordan, 1972 †
- Hollinella (Keslingella) plauta (Kesling & Tabor, 1953) Kesling & Chilman, 1987 †
- Hollinella (Keslingella) porrecta (Kesling & Mcmillan, 1951) Bless & Jordan, 1972 †
- Hollinella (Keslingella) praecursor (Pokorny, 1951) Becker & Bless, 1971 †
- Hollinella (Keslingella) productilobata (Kesling & Mcmillan, 1951) Bless & Jordan, 1972 †
- Hollinella (Keslingella) pruemensis Becker & Bless, 1971 †
- Hollinella (Keslingella) pumila (Kesling, 1952) Bless & Jordan, 1970 †
- Hollinella (Keslingella) radiata (Jones & Kirkby, 1886) Bless & Jordan, 1972 †
- Hollinella (Keslingella) rectisegmentata Tillman & Murphy, 1978 †
- Hollinella (Keslingella) samaraensis (Polenova, 1952) Bless & Jordan, 1972 †
- Hollinella (Keslingella) schoenenbergi Becker, 1979 †
- Hollinella (Keslingella) sella (Stover, 1956) Bless & Jordan, 1972 †
- Hollinella (Keslingella) semichatovae (Tschigova, 1960) Bless & Jordan, 1972 †
- Hollinella (Keslingella) spiculosa (Ulrich, 1900) Bless & Jordan, 1972 †
- Hollinella (Keslingella) spinigera (Blumenstengel, 1970) Bless & Jordan, 1972 †
- Hollinella (Keslingella) stewartae Tillman & Murphy, 1978 †
- Hollinella (Keslingella) strumosa (Kesling & Peterson, 1958) Bless & Jordan, 1972 †
- Hollinella (Keslingella) sufflata (Becker, 1964) Bless & Jordan, 1972 †
- Hollinella (Keslingella) tendilobata (Kesling & Weiss, 1953) Bless & Jordan, 1972 †
- Hollinella (Keslingella) tricollina (Ulrich, 1891) Bless & Jordan, 1972 †
- Hollinella (Keslingella) tschernyschinensis (Samoilova & Smirnova, 1960) Bless & Jordan, 1972 †
- Hollinella (Keslingella) unica (Rozhdestvenskaya, 1962) Bless & Jordan, 1972 †
- Hollinella (Keslingella) uorologiina (Weiss, 1966) Bless & Jordan, 1972 †
- Hollinella (Keslingella) valentinae (Egorov, 1953) Bless & Jordan, 1972 †
- Hollinella (Keslingella) variopapillata (Kesling, 1954) Bless & Jordan, 1972 †
- Hollinella (Keslingella) veghandis (Kesling & Tabor, 1953) Bless & Jordan, 1972 †
- Hollinella (Keslingella) verchovensis (Egorov, 1953) Bless & Jordan, 1972 †
- Hollinella (Keslingella) wetlosjaniensis (Egorov, 1953) Bless & Jordan, 1972 †
- Hollinella (Praehollinella) avonensiformis (Posner, 1951) Bless & Jordan, 1971 †
- Hollinella (Praehollinella) avonensis (Latham, 1932) Bless & Jordan, 1971 †
- Hollinella (Praehollinella) camoni (Bless, 1968) Bless & Jordan, 1971 †
- Hollinella (Praehollinella) claycrossensis (Bless & Calver, 1970) Bless & Jordan, 1971 †
- Hollinella (Praehollinella) emaciata (Ulrich & Bassler, 1906) Bless & Jordan, 1971 †
- Hollinella (Praehollinella) foetoidea (White & St. John, 1868) Bless & Jordan, 1971 †
- Hollinella (Praehollinella) insignita (Gorak, 1964) Bless & Jordan, 1971 †
- Hollinella (Praehollinella) lissitschanskyensis (Gorak, 1958) Bless & Jordan, 1972 †
- Hollinella (Praehollinella) occidentalis (Girty, 1910) Bless & Jordan, 1971 †
- Hollinella (Praehollinella) ordinata (Gurevich, 1959) Bless & Jordan, 1971 †
- Hollinella (Praehollinella) sentinellensis Bless & Jordan, 1972 †
- Hollinella acutangulata Kesling & Mcmillan, 1951 †
- Hollinella adunca Zalanyi, 1974 †
- Hollinella akrothinia Becker, 1992 †
- Hollinella amplilobata Kesling & Tabor, 1953 †
- Hollinella antri Adamczak, 1968 †
- Hollinella australis Delo, 1930 †
- Hollinella bassleri (Knight, 1928) Moore, 1929 †
- Hollinella bona Buschmina, 1970 †
- Hollinella bulbosa Coryell & Sample, 1932 †
- Hollinella burlingamensis Kellett, 1933 †
- Hollinella capacilacuna Wang, 1978 †
- Hollinella crassamarginata Kellett, 1929 †
- Hollinella cristata Martinova, 1960 †
- Hollinella cristinae Bless, 1965 †
- Hollinella cushmani Kellett, 1933 †
- Hollinella cuspibulbata Kesling & Tabor, 1953 †
- Hollinella dentata Coryell, 1928 †
- Hollinella derini Gerry & Honigstein in Gerry et al., 1987 †
- Hollinella dissimilis Tasch, 1953 †
- Hollinella echinata Hao (Yi-Chun), 1993 †
- Hollinella elliptica Ishizaki, 1964 †
- Hollinella elongata Cooper, 1946 †
- Hollinella fraderae Bless, 1965 †
- Hollinella gibbosa Kellett, 1929 †
- Hollinella grahamensis (Harlton, 1927) Moore, 1929 †
- Hollinella grandis Cooper, 1946 †
- Hollinella granifera (Ulrich, 1891) Bassler & Kellett, 1934 †
- Hollinella harltoni Kellett, 1929 †
- Hollinella herrickana (Girty, 1909) Delo, 1930 †
- Hollinella hibernica (Jones & Kirkby, 1896) Bassler & Kellett, 1934 †
- Hollinella hispanica Bless, 1968 †
- Hollinella horologiina Weiss, 1966 †
- Hollinella hubeiensis Sun (Quan-Ying), 1984 †
- Hollinella improcera Polenova, 1974 †
- Hollinella inflata Coryell & Osorio, 1932 †
- Hollinella ishizakii Kozur, 1985 †
- Hollinella kellettae Knight, 1933 †
- Hollinella kolymica Buschmina, 1972 †
- Hollinella levis Cooper, 1946 †
- Hollinella limata (Moore, 1929) Bassler & Kellett, 1934 †
- Hollinella limbata (Moore, 1929) Warthin, 1930 †
- Hollinella longispina (Jones & Kirkby, 1886) Moore, 1929 †
- Hollinella ludvigseni Berdan & Copeland, 1973 †
- Hollinella magninoda Wang, 1978 †
- Hollinella mamillata Kummerow, 1953 †
- Hollinella marginocosta Shi & Wang, 1987 †
- Hollinella menardensis Harlton, 1929 †
- Hollinella micheli Bless, 1968 †
- Hollinella minuta Cooper, 1946 †
- Hollinella moorei Cooper, 1946 †
- Hollinella moreyi Croneis & Bristol, 1939 †
- Hollinella nevensis Kellett, 1929 †
- Hollinella novascotica (Jones & Kirkby, 1884) Bell, 1960 †
- Hollinella nowataensis Coryell & Osorio, 1932 †
- Hollinella obsita (Moore, 1929) Bassler & Kellett, 1934 †
- Hollinella orientalis Gorak, 1958 †
- Hollinella orlovensis Pribyl, 1958 †
- Hollinella ovata Coryell, 1928 †
- Hollinella panxiensis Wang, 1978 †
- Hollinella paraemaciata Ishizaki, 1964 †
- Hollinella paucituberculata Berdan & Copeland, 1973 †
- Hollinella permiana Zalanyi, 1974 †
- Hollinella philomenae Bless, 1967 †
- Hollinella plana Jiang (Zh), 1983 †
- Hollinella praecox Polenova, 1974 †
- Hollinella praecursor Pokorny, 1951 †
- Hollinella pseudotingi Hou, 1954 †
- Hollinella pulchra (Moore, 1929) Bassler & Kellett, 1934 †
- Hollinella qurenensis Guan, 1978 †
- Hollinella radlerae (Harlton, 1928) Kellett, 1929 †
- Hollinella rectangularis Gorak, 1958 †
- Hollinella recurva (Moore, 1929) Bassler & Kellett, 1934 †
- Hollinella regularis (Moore, 1929) Bassler & Kellett, 1934 †
- Hollinella regularis Coryell, 1928 †
- Hollinella samaraensis Polenova, 1952 †
- Hollinella scabrella Kummerow, 1939 †
- Hollinella schreieri Kozur, 1985 †
- Hollinella senticosa Kesling, 1953 †
- Hollinella shawnensis Kellett, 1929 †
- Hollinella sokolovi Posner, 1951 †
- Hollinella spinosa Gorak, 1958 †
- Hollinella spinovelata Pokorny, 1951 †
- Hollinella spinulosa Demanet, 1949 †
- Hollinella stepanovi (Batalina, 1924) Bassler & Kellett, 1934 †
- Hollinella subcircularis Turner, 1939 †
- Hollinella swania Brayer, 1952 †
- Hollinella tingi (Patte, 1935) Hou, 1954 †
- Hollinella tuberculata Belousova, 1965 †
- Hollinella typica Morey, 1935 †
- Hollinella ulrichi (Knight, 1928) Warthin, 1930 †
- Hollinella unispinata Hao (Yi-Chun) (wei-Cheng), 1992 †
- Hollinella unispinosa Jordan, 1964 †
- Hollinella vegrandis Egorov, 1953 †
- Hollinella verrucula (Moore, 1929) Bassler & Kellett, 1934 †
- Hollinella visnyoensis Zalanyi, 1974 †
- Hollinella warthini Cooper, 1946 †